# Solenopsis angulata
Solenopsis angulata är en myrart som beskrevs av Carlo Emery 1894. Solenopsis angulata ingår i släktet eldmyror, och familjen myror.

## Underarter
Arten delas in i följande underarter:
- S. a. angulata
- S. a. carettei
- S. a. dolichops
- S. a. huasanensis
- S. a. mendozensis
- S. a. nigelloides